# Russell Brower

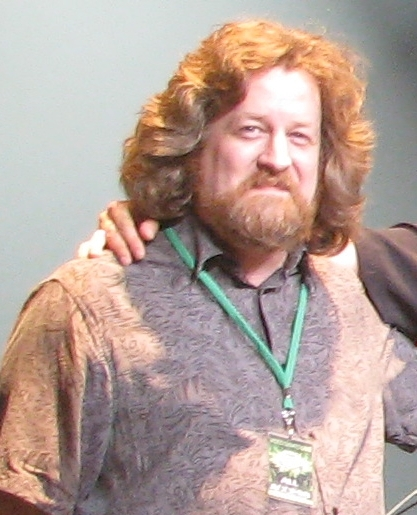
Russell Brower, 2007.

Russell Brower är en amerikansk kompositör av musik till datorspel. Han skapar musiken till Blizzard Entertainment. Han har bland annat gjort musik till Diablo III, som är det tredje spel i Diablo-serien.

## Verk
- World of Warcraft: The Burning Crusade
- World of Warcraft: Wrath of the Lich King
- World of Warcraft: Cataclysm
- Starcraft II
- Diablo III[2]
- Delta Force: Black Hawk Down
- Joint Operations: Typhoon Rising